# یوتا ناکازاوا
یوتا ناکازاوا (انگلیسی: Yuta Nakazawa؛ زادهٔ ۷ ژانویهٔ ۱۹۷۲) بازیکن فوتبال اهل ژاپن است.
از باشگاه‌هایی که در آن بازی کرده‌است می‌توان به باشگاه فوتبال اوراوا رد دیاموندز اشاره کرد.